# Krplivniški potok
Krplívniški potok je desni pritok Velike Krke na Goričkem v Prekmurju. Izvira v gozdu pod Bukovim bregom v bližini slovensko–madžarske meje, teče po plitvo zarezani dolini proti severu, nato skozi vas Krplivnik/Kapornak, kjer se mu z leve pridruži Šalovski potok. V spodnjem toku teče po umetni strugi po širokem dolinskem dnu in se malo naprej izliva v Veliko Krko.